# بطولة العالم لسباقات فورمولا 1 موسم 1959
بطولة العالم لسباقات فورمولا 1 موسم 1959 عقدت في سنة 1959 م، وفاز بها جاك برابهام (بالإنجليزية: Jack Brabham)‏ من فريق كوبر (بالإنجليزية: Cooper)‏ بسيارته الكليماكس. جاك برابهام الذي بدأ السباق في الخط رقم 1 حصل على أفضل توقيت في الجولة 1 من السباق في أسرع لفة له. هذا السائق في المجموع حصد 31 نقطة.

## الوصلات الخارجية
- الموقع الرسمي للفورمولا 1